# Симнишка джамия
Симнишката джамия (на македонска литературна норма: Симничка џамија) е мюсюлмански храм в горноположкото село Симница, обявен за значимо културно наследство на Северна Македония.
Има форма на правоъгълник и се състои от отворено високо приземие и махвил – галерия, на етаж. На северозапад е хаятът – преддверието, което служи за намаз и молитви, ако в храма няма място или молещите се са закъснели. Хаятът е на четири дървени стълба. От хаята се влиза в самата джамия. Махвилът - галерията, е на северозападната страна над входа на залата за молитви по цялата ѝ ширина. Стъпил е на дървени стълбове, а от горната страна е с дъски. До него се стига по стълби в западната част на джамията. На срещуположната страна е михрабът във формата на триъгълник, като долната му част е украсена с дъски, а в останалите части има декоративни елементи с мотиви на цветя и надписи на арабски. Минбарът в западния ъгъл на храма е изграден от дърво и се състои от стълби и врата, покрита със завеса. Минарето има едно шерефе – балкон, и се намира в югозападния ъгъл на джамията. Фасадата е боядисана с бяла боя. Градежът е от масивни каменни зидове и паянтови конструкции отвътре. Покривът е от дървени греди и е покрит с керемиди. Минарето е от бигор, а горната му част е пирамида, покрита с поцинкована ламарина. Под шерефето има сталактитна украса. Над второто шерефе минарето завършва с конусен оловен покрив.
Във вътрешността долната част на стените е с дървена ламперия, а останалата е измазана и боядисана бяло. Има декорация от цветя и цитати от корана. Подът е дъсчен и върху него са поставени килими. Таванът е равен от профилирани дъски с централно поставена розета. Осветлението става през четири прозореца, разположени на четирите страни във формата на правоъгълник.